# Mössbauerov efekt
Mössbauerov efekt ili Mössbauerov učinak (po R. L. Mössbaueru) je emisija i adsorpcija gama-zračenja bez uzmaka (trzaja) atomskih jezgri i pojava rezonantne adsorpcije (apsorpcije gama-zračenja u atomima koji su istovrsni atomima radioaktivnoga izvora). Pri emisiji i apsorpciji gama-zračenja atomske jezgre koje nisu čvrsto povezane u kristalnu rešetku uzmiču kako bi ukupna količina gibanja ostala očuvana. Uzmak jezgri ovisi o povezanosti atoma s okolnim atomima: što su veze s okolnim atomima jače, uzmak je manji. Energije emitiranih kvanta gama-zračenja umanjuju se za energiju uzmaka jezgri, a energije kvanta gama-zračenja koju jezgre mogu apsorbirati moraju se uvećati za energiju uzmaka. Gubitci energije nastali uzmakom atomskih jezgara onemogućavaju rezonantnu apsorpciju. Mössbauer je 1957. otkrio da se odabirom čvrste kristalne strukture izvora i hlađenjem na nisku temperaturu može izbjeći uzmak jezgara i postići rezonantna apsorpcija gama-zračenja.
Među istovrsnim atomima u istom stanju emisija i apsorpcija gama-zračenja je optimalna i zbiva se pri definiranoj energiji, u vrlo uskom spektralnom području. Međutim, ako se emitirajući i apsorbirajući atomi nalaze u različitom kemijskom ili fizikalnom stanju ili okružju, pojavljuje se mala razlika u energiji rezonantne apsorpcije (na primjer zbog promjena u električnom međudjelovanju atomske jezgre i elektronskog omotača), koja se može ukloniti (pa tako i mjeriti) primjenom Dopplerova učinka, čime se za mali iznos mijenja energija zračenja do ponovnog uspostavljanja rezonancije. Mössbauerov učinak omogućava istraživanja u nuklearnoj fizici i u fizici čvrstog stanja, a pruža podatke i o strukturi i vezama u kemijskim spojevima, na primjer o konformaciji bioloških makromolekularnih spojeva kao što su hemoglobin i mioglobin (Mössbauerova spektroskopija).
Otkrio ga je 1957. njemački fizičar Rudolf Mössbauer te mu je za to otkriće dodijeljena Nobelova nagrada za fiziku 1961.

## Opis
Sredinom 20. stoljeća nuklearni su fizičari pokušavali u praksi provesti ideju da bi rezonancijska apsorpcija gama zračenja trebala biti analogna optičkoj rezonantnoj fluorescenciji, to jest da bi gama zračenje emitirano od strane radioaktivnog izvora trebalo potaknuti inverzni proces nuklearne rezonancijske apsorpcije u apsorberu koji se sastoji od jezgara istog tipa kao što su jezgre koje se nalaze u izvoru zračenja. Dva su fizikalna parametra odgovorna za razliku između ta dva slučaja, to jest zašto je rezonancijska apsorpcija u slučaju elektronskih prijelaza lako ostvariva, a u slučaju nuklearnih prijelaza dolazi do poteškoća.
Prvo, vrijeme života pobuđenih atomskih nivoa je relativno kraće te je prirodna širina linija energijske raspodjele (Γ ≈ 10-5 eV) puno veća u usporedbi s nuklearnim nivoima (Γ ≈ 10-9 eV). Ove vrijednosti proizlaze iz Heisenbergovog principa neodređenosti prema kojemu je prirodna širina energijske linije povezana s vremenom života τ nuklearnog stanja relacijom Γτ = h. Razlika još izraženija ako uzmemo u obzir omjer prirodne širine linije i njene energije 
(Γ/Egama ≈ 10-14 za nuklearne, a Γ/Eel ≈ 10-5 za elektronske prijelaze). Takva oštrina linija nuklearnih prijelaza ima utjecaj na slabije preklapanje pripadnih emisijskih i apsorpcijskih linija, što je preduvjet za rezonancijsku apsorpciju.
Drugo, pri emisiji ili apsorpciji elektromagnetskog zračenja mora biti zadovoljen zakon očuvanja količine gibanja
{\displaystyle E/c=Mv}
gdje je E energija emitiranog ili apsorbiranog zračenja, c brzina svjetlosti, a v brzina koju postiže masa M koja emitira/apsorbira zračenje. Iz toga slijedi da pri emisiji zračenja emitirajuća masa dobiva energiju uzmaka:
{\displaystyle E_{R}={\frac {E_{\gamma }^{2}}{2Mc^{2}}}}
Prema tome, energija uzmaka je puno veća za nuklearne prijelaze (Egama ≈ 105 eV, ER ≈ 10-3 eV), nego za prijelaze u elektronskim nivoima atoma (Eel ≈ 1 eV, ER ≈ 10-11 eV). Posljedica toga je smanjenje energije emitiranog kvanta zračenja za iznos energije uzmaka. Na ovaj se način, energija emitiranog kvanta zračenja, to jest emisijska linija, pomiče prema nižoj vrijednosti od energije nuklearnog prijelaza, dok se apsorpcijska linija pomiče prema višoj energiji za isti iznos ER, što je razlog neuspjeha pri pokušaju postizanja rezonancijske apsorpcije nuklearnog gama zračenja.
Ovaj gubitak energije zbog uzmaka jezgara uspio je kompenzirati 1951. Moon pomicanjem izvora prema apsorberu odgovarajućom brzinom (koristio je ultracentrifugu) čime se, Dopplerovim učinkom, emisijska linija pomiče prema višim energijama. Ovom je metodom bila pokazana nuklearna rezonantna apsorpcija; brojne druge metode koje su nakon toga razvijene u istu svrhu također su se zasnivale na Dopplerovom efektu. Malmfors je 1952. uspio postići nuklearnu rezonancijsku apsorpciju zagrijavanjem izvora i/ili apsorbera. Time se, zbog termičkog gibanja atoma, povećava preklapanje apsorpcijske i emisijske linije, te se može opaziti smanjenje registriranog transmitiranog zračenja na detektoru.
1955. R. L. Mössbauer počinje rad na dobivanju nuklearne rezonantne apsorpcije termičkom metodom po uzoru na Malmforsa sa 129 keV zračenjem raspada 191Os u 191Ir. Kod ovog je prijelaza, zbog relativno male energije kvanta zračenja, preklapanje emisijske i apsorpcijske linije znatno već na sobnoj temperaturi. Za razliku od Malmforsa on se odlučuje za praćenje promjene u apsorpciji γ-zračenje prilikom hlađenja umjesto zagrijavanja. Iako je očekivao da će, u skladu s tadašnjom teorijom, hlađenje emitera i apsorbera doprinijeti smanjenju apsorpcije, apsorpcija zračenja se neočekivano povećala!? To povećanje apsorpcije bilo je u potpunoj kontradikciji s tadašnjim teorijskim očekivanjima.
Objašnjenje ovih rezultata Mössbauer je uspio postaviti na temelju kvantne mehanike i fizike kristala. Energiju uzmaka koja se javlja pri emisiji kvanta od strane jezgre vezane u kristalu, kristal preuzima djelomično u obliku translacijske energije i djelomično u obliku unutarnje energije. Rezultirajući porast translacijske energije uvijek je neznatan zbog puno veće mase kristala kao cjeline u usporedbi s masom pojedine jezgre. Porast unutarnje energije kristala vodi do promjene u popunjenosti energijskih nivoa kristalnih oscilatora. Zbog kvantizacije energijskih nivoa oscilatora, kristal može apsorbirati energiju uzmaka samo u diskretnim iznosima, tj. fononima. Na taj se način, u ovisnosti o svojstvima materijala koji se koristi kao γ-emiter, emisija γ-zračenja dešava uz određenu vjerojatnost prijelaza u energijskim nivoima kristalnih oscilatora. Ako se emisija dogodi bez promjene stanja kristalnih oscilatora, emitirano γ-zračenje imat će energiju jednaku razlici energijskih nivoa jezgre između kojih dolazi do prijelaza. Takva emisija γ-zračenja naziva se emisija bez uzmaka, a istovremena apsorpcija ovog zračenja od strane jezgara iste vrste nuklearna rezonantna apsorpcija γ-zračenja ili Mössbauerov učinak (ME).
Mössbauerov učinak bit će vjerojatniji u kristalima u kojima je energija uzmaka, nastala emisijom ili apsorpcijom γ-kvanta, manja od energije prijelaza između energijskih razina kristalnih oscilatora, a ona je određena vrijednošću Debyeove frekvencije (ωD), odnosno Debyeove temperature (ΘD). Vjerojatnost apsorpcije ili emisije γ-zračenja bez uzmaka (Mössbauerovog učinka) raste sa smanjenjem temperature, veća je kod kristala s višom Debyeovom temperaturom (frekvencijom) i za manje energije γ-zračenja. Mössbauerov učinak se ne javlja se u plinovima i tekućinama, te u čvrstim tvarima koje nemaju dovoljno jake međuatomske veze. Mössbauerov učinak naglo slabi u čvrstim tvarima dimenzija ispod 1 μm3 (oko 109 atoma). Vjerojatnost učinka također drastično pada kod nuklearnih prijelaza energija većih od 130 - 140 keV. 
Budući se prema teoriji koju je Mössbauer postavio kod emisijskih i apsorpcijskih linija na vrijednostima energije koje odgovaraju energiji prijelaza nuklearnih nivoa trebaju javiti vrlo uske linije (prirodne širine), Mössbaueru je još bio potreban direktan eksperimentalni dokaz postojanja ovih linija. Njegova je ideja bila da iskoristi Dopplerov učinak ne kao sredstvo za nadoknađivanje energije uzmaka kao što ga je koristio Moon, nego kao sredstvo pomoću kojega će skenirati energijsko područje u okolini energije prijelaza. U tu je svrhu konstruirao uređaj prikazan na slici desno.
Rotirajući kriostat na kome je montiran izvor osigurava pomicanje izvora prema apsorberu odgovarajućom brzinom čime se mijenja energija kvanta zračenja koji upada na apsorber, odnosno na detektor. Relativna brzina izvora prema apsorberu potrebna u ovom eksperimentu manja je četiri reda veličine od one u Moonovu pokusu, to jest riječ je o redu veličine centimetri po sekundi. Rezultirajući prikaz ovisnosti jačine transmitiranog zračenja koje upada na detektor o relativnoj brzini izvora prema apsorberu dan je na sljedećoj slici. To je bio prvi snimljeni Mössbauerov spektar. Ovaj spektar označio je početak nove spektroskopske tehnike temeljene na Mössbauerovom učinku - Mössbauerove spektroskopije.

### Mössbauerova spektroskopija
Mössbauerova spektroskopija je spektroskopska tehnika temeljena na Mössbauerovom učinki i određivanju hiperfinih energijskih razlika nuklearnih nivoa izotopa koji ovaj učinak pokazuju. Ime je dobila po njemačkom fizičaru i nobelovcu R. L. Mössbaueru koji je izumio ovu tehniku i napravio prva mjerenja. Tehnika se temelji na postavljanju čvrstog uzorka u snop γ-zračenja koje dolazi s radioaktvnog izvora koji sadrži Mössbauerov izotop, te mjerenju transmitiranog (Mössbauerova apsorpcijska spektroskopija) ili raspršenog zračenja pomoću odgovarajućeg detektora. Pri tome se izvor gama zračenja giba relativno prema uzorku na točno određen periodični način čime se Dopplerovim učinkom blago mijenja energija zračenja koje dolazi na uzorak. Svaki period navedenog gibanja podijeljen je na određen broj intervala koji odgovara broju kanala višekanalnog analizatora uređaja. Svakom intervalu odgovara određena brzina gibanja izvora, a broj signala koji se registriraju na detektoru u tom intervalu zbrajaju se u pripadnom kanalu višekanalnog analizatora uređaja. Na taj se način dobiva korelacija intenziteta γ-zračenja registriranog na detektoru o relativnoj brzini izvora, to jest Mössbauerov spektar.